# ماهی‌درمانی

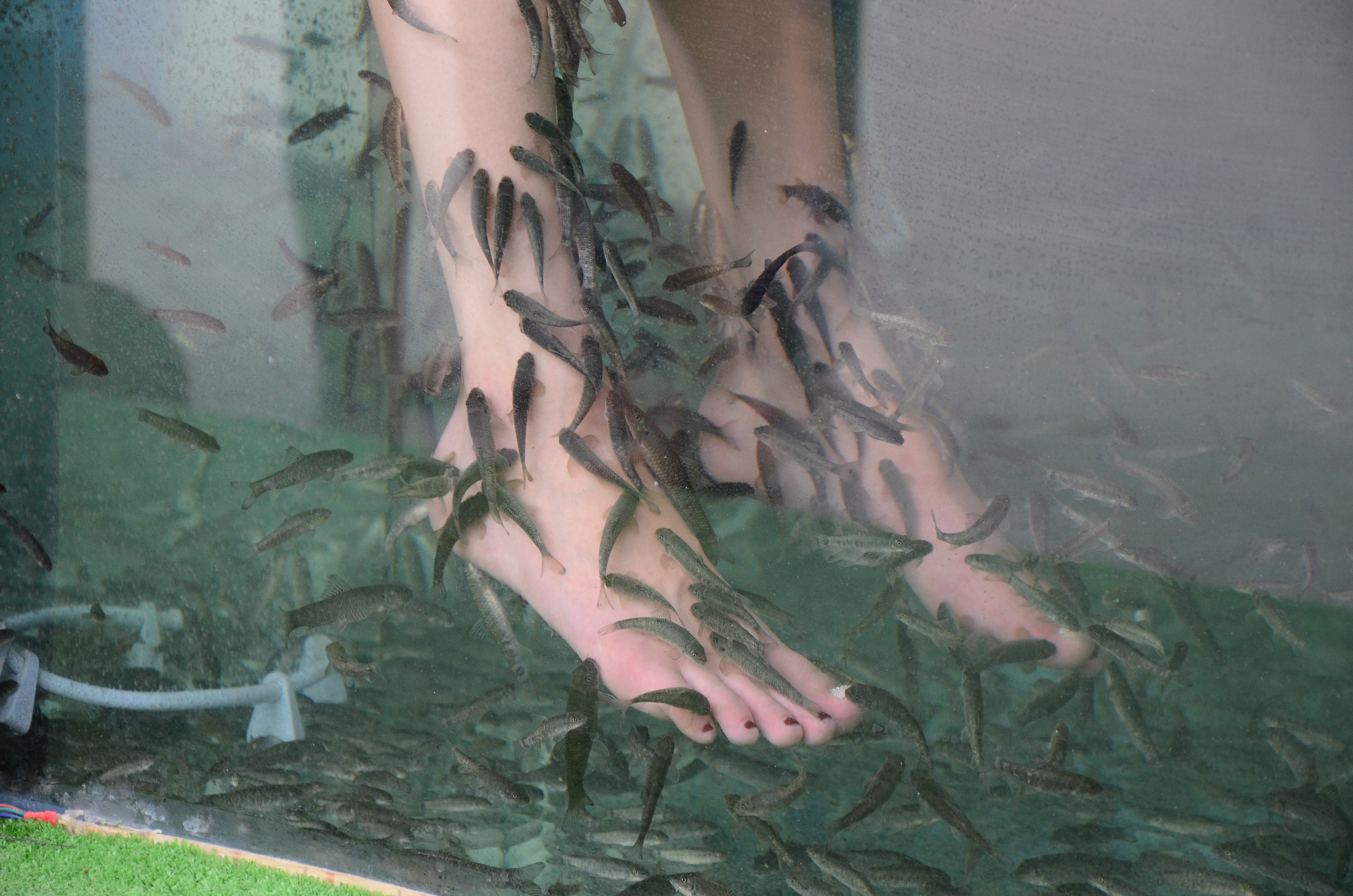
نمونه‌ای از ماهی درمانی

ماهی درمانی (به انگلیسی: Ichthyotherapy) شاخه‌ای از پزشکی جایگزین (آلترناتیو) است که در آن با استفاده از برخی ماهیها اقدام به معالجه برخی بیماری‌های پوستی می‌کنند.
یکی از شیوه های طبیعی درمان بیماری های پوستی است که در سال
های اخیر برای درمان بعضی بیماری ها ازجمله آسیب های پوستی یا کاهش استرس از آن استفاده می شود که اولین بار در ترکیه توسط درمانگران طب سنتی این
کشور برای درمان بعضی بیماری های پوستی مانند پسوریازیس مورد استفاده قرار گرفت. در این شیوه درمانی، ماهی های درمانگر به بیمار کمک می کنند تا در زمان مشخصی، که به طور معمول ۳۰ روز است، بر بیماری خود غلبه کند یا شدت بیماری را کنترل کرده و آن را مهار کند.